# Mirjam Puchner
Pour les articles homonymes, voir Puchner.
Mirjam Puchner est une skieuse alpine autrichienne, née le 18 mai 1992. Elle obtient la médaille d'argent olympique en super G à Pékin en 2022.

## Biographie
(mars 2019).
Au Festival olympique de la jeunesse européenne 2009, elle remporte la médaille d'or du slalom géant.
Elle débute en Coupe du monde en janvier 2013. Elle marque ses premiers points en décembre 2013 à Val d'Isère où elle obtient son premier top 10 deux ans plus tard (8e). Elle remporte sa première victoire en Coupe du monde lors de la descente de Saint-Moritz le 16 mars 2016 et sa deuxième dans la même discipline lors des finales de Soldeu le 13 mars 2019. Outre ces 2 victoires, au 18 décembre 2021; elle compte 3 troisièmes places (saison 2021-2022).
Elle est championne d'Autriche de descente en 2014 et 2015.
Son frère Joachim est aussi un skieur alpin de niveau mondial.

## Palmarès

### Jeux olympiques
| Édition / Épreuve | Descente | Super-G                            | Combiné alpin |
| ----------------- | -------- | ---------------------------------- | ------------- |
| JO 2022 Pékin     |          | Médaille d'argent, Jeux olympiques |               |

### Championnats du monde
| Épreuve / Édition               | Descente | Super G |
| ------------------------------- | -------- | ------- |
| Mondiaux 2021 Cortina d'Ampezzo | 11e      | -       |
| Mondiaux 2023 Meribel           | 4e       | 19e     |
| Mondiaux 2025 Saalbach          | Argent   | -       |

### Coupe du monde
- Meilleur classement général : 16e en 2022.
- 8 podiums dont 2 victoires.

#### Différents classements en Coupe du monde
| Année/Classement | Année/Classement | Général | Général | Descente | Descente | Slalom | Slalom | Slalom géant | Slalom géant | Super G | Super G | Combiné | Combiné |
| ---------------- | ---------------- | ------- | ------- | -------- | -------- | ------ | ------ | ------------ | ------------ | ------- | ------- | ------- | ------- |
| Année/Classement | Année/Classement | Class.  | Points  | Class.   | Points   | Class. | Points | Class.       | Points       | Class.  | Points  | Class.  | Points  |
| 2014             | 2014             | 94e     | 21      | 43e      | 12       | -      | -      | -            | -            | -       | -       | 22e     | 9       |
| 2015             | 2015             | 47e     | 136     | 26e      | 67       | -      | -      | -            | -            | 26e     | 59      | 21e     | 10      |
| 2016             | 2016             | 34e     | 288     | 12e      | 210      | -      | -      | -            | -            | 28e     | 46      | 25e     | 32      |
| 2017             | 2017             | 49e     | 155     | 24e      | 94       | -      | -      | -            | -            | 27e     | 52      | 44e     | 9       |
| 2019             | 2019             | 37e     | 211     | 11e      | 189      | -      | -      | -            | -            | 36e     | 22      | -       | -       |
| 2020             | 2020             | 59e     | 104     | 33e      | 40       | -      | -      | -            | -            | 25e     | 64      | -       | -       |
| 2021             | 2021             | 41e     | 162     | 18e      | 113      | -      | -      | -            | -            | 25e     | 49      | -       | -       |
| 2022             | 2022             | 16e     | 502     | 5e       | 296      | -      | -      | -            | -            | 11e     | 206     | -       | -       |
| 2023             | 2023             | 19e     | 462     | 5e       | 273      | -      | -      | -            | -            | 10e     | 189     | -       | -       |

#### Détail des victoires
| Édition / Épreuve | Descente     |
| 2016              | Saint-Moritz |
| 2019              | Soldeu       |

### Festival olympique de la jeunesse européenne
- Szczyrk 2009 : médaille d'or au slalom géant.

### Coupe d'Europe
- 2 victoires en super G.

Palmarès en mars 2019

### Championnats d'Autriche
- Championne de la descente en 2014 et 2015.